# Hommage à Georges Pompidou
Hommage à Georges Pompidou est une sculpture réalisée par Victor Vasarely en 1976 en hommage Georges Pompidou, ancien président de la République française mort deux ans plus tôt. Elle est conservée au musée national d'Art moderne, à Paris.

## Description
La sculpture prend la forme de 38 profilés en aluminium disposés verticalement de façon à laisser apparaître à distance, du fait de leur échancrure variable, un portrait de Georges Pompidou inscrit dans un Hexagone, symbole de la France.
En exploitant une illusion d'optique, elle s'inscrit dans l'op art.

## Histoire
Elle est conservée au musée national d'Art moderne, à Paris, selon un don de l'artiste en 1984. L'original de la sculpture est au musée Georges-Pompidou de Montboudif.